# 장춘근
장춘근(張春根, 1917년 7월 25일 강원도 평창 ~ 1977년)은 제5대 국회의원을 지낸 대한민국의 정치인이다.

## 약력
- 강릉보통학교 졸업
- 평창군 봉평면 면의회 의원
- 평창군 건국준비위원회 민안부장
- 독립촉성국민회 봉평면 청년단장
- 봉평면 의용소방대장
- 봉평면 호국청년단장
- 봉평면 연초경작조합평의원
- 봉평면 면장

## 역대 선거 결과
|  | 8.00% |

|  | 25.49% |

|  | 15.81% |

## 참고자료
- 장춘근 - 대한민국헌정회